# Prespes
Prespes (griechisch Πρέσπες) ist eine Gemeinde im Nordwesten der griechischen Region Westmakedonien. Verwaltungssitz der Gemeinde ist Lemos.

## Lage
Die Gemeinde Prespes ist im Nordwesten Westmakedoniens an der Staatsgrenze zu Albanien und Nordmazedonien gelegen. Der Kleine Prespasee sowie der griechische Anteil des Prespasees liegen innerhalb des Gemeindegebietes und sind Teil des griechischen Nationalparks Prespa sowie des länderübergreifenden Prespa Parks. Die Bergzüge des Trikalario im Süden und der Varnoundas-Berge im Südosten und Osten bilden die natürliche Grenze zu den griechischen Nachbargemeinden Kastoria und Florina.

## Verwaltungsgliederung
Die Gemeinde wurde nach der Verwaltungsreform 2010 aus dem Zusammenschluss der ehemaligen Gemeinde Prespes und der Landgemeinde Krystallopigi gebildet. Verwaltungssitz der Gemeinde ist Lemos. Die ehemaligen Gemeinden bilden seither Gemeindebezirke. Die Gemeinde ist weiter in 16 Ortsgemeinschaften untergliedert.
| Gemeindebezirk | griechischer Name               | Code   | Fläche (km²) | Einwohner 2011 | Ortsgemeinschaften (Τοπική Κοινότητα) | Lage |
| -------------- | ------------------------------- | ------ | ------------ | -------------- | --- | ---- |
| Prespes        | Δημοτική Ενότητα Πρεσπών        | 170301 | 413,513      | 1201           | Agios Achillios, Agios Germanos, Andartiko, Vrondero, Kallithea, Karyes, Lemos, Lefkonas, Mikrolimni, Pisoderi, Platy, Prasino, Psarades |      |
| Krystallopigi  | Δημοτική Ενότητα Κρυσταλλοπηγής | 170302 | 101,984      | 0359           | Krystallopigi, Vatochori, Kotas |      |
| Gesamt         | Gesamt                          | 1703   | 515,497      | 1560           | |      |